# Othelais subtesselata
Othelais subtesselata är en skalbaggsart som beskrevs av Stefan von Breuning 1960. Othelais subtesselata ingår i släktet Othelais och familjen långhorningar.
Artens utbredningsområde är Filippinerna. Inga underarter finns listade i Catalogue of Life.